# Raymond W. Yeung
Raymond W. Yeung (en chinois  (zh) 楊偉豪), né en juin 1962 à Hong Kong, est un théoricien de l'information. Depuis 1991, il est  professeur d'ingénierie de l'information Choh-Ming Li à l'université chinoise de Hong Kong, où il est codirecteur de l'Institut de codage de réseau.

## Biographie
Yeung est né à Hong Kong. Il a fait ses études secondaires au Wah Yan College de Kowloon (en). Il part ensuite aux États-Unis pour étudier à l'Université Cornell, où obtient ses diplômes de licence (B.Sc.), de maîtrise et de doctorat (Ph.D.) en génie électrique en 1984, 1985 et 1988 respectivement.
En 1988, il rejoint le département d'analyse des performances des laboratoires AT&T Bell, à Holmdel. Depuis 1991, il travaille à l'Université chinoise de Hong Kong, où il est professeur Choh-Ming Li d'ingénierie de l'information et codirecteur de l'Institut de codage de réseau.
Yeung a été titulaire de la chaire Changjiang de l'université Xidian (en), professeur consultant à l'université des postes et télécommunications de Pékin et professeur adjoint à l'institut des sciences de l'information interdisciplinaires de l'université Tsinghua. Il est également professeur invité à l'Université du Sud-Est et chercheur Huashan à l'Université de Xidian.

## Recherche
Les recherches de Yeung portent sur la théorie de l'information, le codage des réseaux et la théorie des probabilités. Ses contributions concernant le codage réseau sont pionnières et ont jeté les bases du domaine. Il est également connu pour ses travaux sur les inégalités d'information. Avec Zhen Zhang, ils ont découvert la première inégalité sans contrainte qui n'est pas  du type Shannon, appelée inégalité de Zhang-Yeung, qui démontre le caractère incomplet des contraintes précédemment connues sur la fonction d'entropie. Il a également été pionnier dans la preuve automatique des inégalités d'entropie.
À la fin des années 1990, il a proposé le concept de codage réseau, qui a révolutionné la communication en réseau avec une transmission sécurisée, un streaming  et un téléchargement de données plus rapides.
Yeung a publié deux manuels sur la théorie de l'information et le codage des réseaux (2002, 2008) qui ont été adoptés par plus de 100 universités. Son MOOC sur la théorie de l'information, proposé pour la première fois sur Coursera en 2014, a atteint plus de 60 000 étudiants.
Yeung détient une dizaine de brevets concernant les . Batched Sparse Codes ou BATS-codes, qui sont des codes de réseux pour des canaux de communication avec perte de paquets.

## Prix et distinctions
Yeung est membre de l'IEEE, de l'Institution des ingénieurs de Hong Kong, de l'Académie des sciences de l'ingénieur de Hong Kong et de l'Académie nationale des inventeurs des États-Unis.
- 2001 : Bourse de recherche senior Croucher[3]
- 2003 : IEEE Fellow « pour ses contributions à la théorie du codage réseau »[4]
- 2005 : Prix de l'article de l'IEEE[5]
- 2007 : Prix de recherche Friedrich Wilhelm Bessel[6]
- 2016 : Prix IEEE Eric E. Sumner
- 2018 : Prix test-of-time d'article ACM SIGMOBILE
- 2021 : Médaille Richard-Hamming
- 2022 : Prix Claude-Shannon
- 2022 : National Academy of Inventors (en)

### Livres
- A First Course in Information Theory, coll. « Information Technology: Transmission, Processing and Storage », 2002, xxiv+ 412 p (ISBN 978-1-4613-4645-6, DOI 10.1007/978-1-4419-8608-5, lire en ligne)
- Avec S.-Y. R. Li et  N. Cai, Network Coding Theory, Now Publ, coll. « Foundations and trends in communications and information theory », 2006 (ISBN 978-1-933019-24-6)

- Information Theory and Network Coding, (Springer, 2008) [7]

- BATS Codes: Theory and Practice, (Morgan & Claypool Publishers, 2017) - avec S. Yang [8]

### Publications en revues (sélection)
- 1991 : Raymond W. Yeung, « A new outlook on Shannon's information measures », IEEE Transactions on Information Theory, vol. 37, no 3,‎ mai 1991, p. 466–474 (DOI 10.1109/18.79902)

- 1994 : Raymond W. Yeung et Bhaskar Sengupta, « Matrix product-form solutions for Markov chains with a tree structure », Advances in Applied Probability, vol. 26, no 4,‎ décembre 1994, p. 965–987 (DOI 10.2307/1427900)

- 2000 : Rudolf Ahlswede, Ning Cai, S.-Y.R. Li et Raymond W. Yeung, « Network information flow », IEEE Transactions on Information Theory, vol. 46, no 4,‎ juillet 2000, p. 1204–1216 (DOI 10.1109/18.850663)

- 2003 : S.-Y.R. Li, Raymond W. Yeung et Ning Cai, « Linear network coding », IEEE Transactions on Information Theory, vol. 49, no 2,‎ février 2003, p. 371–381 (DOI 10.1109/TIT.2002.807285)

- 2006 : Ning Cai et Raymond W. Yeung, « Network Error Correction, I: Basic Concepts and Upper Bounds », Communications in Information and Systems, vol. 6, no 1,‎ 2006, p. 19–35 (DOI 10.4310/CIS.2006.v6.n1.a2, présentation en ligne)
- 2006 : Ning Cai et Raymond W. Yeung, « Network Error Correction, II: Lower Bounds », Communications in Information and Systems, vol. 6, no 1,‎ 2006, p. 37–54 (DOI 10.4310/CIS.2006.v6.n1.a3, présentation en ligne)

- 2011 : Ning Cai et Raymond W. Yeung, « Secure Network Coding on a Wiretap Network », IEEE Transactions on Information Theory, vol. 57, no 1,‎ janvier 2011, p. 424–435 (DOI 10.1109/TIT.2010.2090197)
- 2014 : Shenghao Yang et Raymond W. Yeung, « Batched Sparse Codes », IEEE Transactions on Information Theory, vol. 60, no 9,‎ septembre 2014, p. 5322–5346 (DOI 10.1109/TIT.2014.2334315)
- 2020 : Siu-Wai Ho, Lin Ling, Chee Wei Tan et Raymond W. Yeung, « Proving and Disproving Information Inequalities: Theory and Scalable Algorithms », IEEE Transactions on Information Theory, vol. 66, no 9,‎ septembre 2020, p. 5522–5536 (DOI 10.1109/TIT.2020.2982642)
- 2022 : Qi Cao et Raymond W. Yeung, « Zero-Error Capacity Regions of Noisy Networks », IEEE Transactions on Information Theory, vol. 68, no 7,‎ juillet 2022, p. 4201–4223 (DOI 10.1109/TIT.2022.3155671)

### Cours MOOC
- Information Theory